# Їлдиз (годинникова вежа)
Годинникова вежа Їлдиз (тур. Yıldız Saat Kulesi) — годинникова вежа, розташована поруч із двором мечеті Їлдиз Гамідіє в кварталі Їлдиз району Бешикташ у Стамбулі (Туреччина), на європейській стороні Босфору.

## Історія
Будівництво вежі відбувалося за наказом османського султана Абдул-Гаміда II між 1889 і 1890 роками.

## Структура
Триповерхова споруда в османському та неоготичному стилях має восьмикутний план. На першому поверсі ззовні є чотири окремі написи, на другому поверсі знаходяться термометр і барометр, а на верхньому — кімната з годинником, який був відремонтований 1993 року. На вершині декоративного даху зображена роза вітрів.